# Roderic de Borja i Escriva
Roderic de Borja i Escriva (zm. 1478) – hiszpański duchowny, bratanek papieża Aleksandra VI, z którym niekiedy jest mylony. Opat komendatoryjny opactwa Ripoll 21 kwietnia 1461 - 11 listopada 1463. 27 listopada 1467 papież Paweł II mianował go biskupem Urgell. 11 grudnia 1472 został przeniesiony do diecezji Barcelona. Zmarł przed 27 listopada 1478 roku (tego dnia wyznaczono jego następcę na stanowisku biskupa Barcelony).